# Rhacophorus kio
Rhacophorus kio är en groddjursart som beskrevs av Annemarie Ohler och Magali Delorme 2006. Rhacophorus kio ingår i släktet Rhacophorus och familjen trädgrodor. IUCN kategoriserar arten globalt som sårbar. Inga underarter finns listade i Catalogue of Life.